# 皮特島 (加拿大)

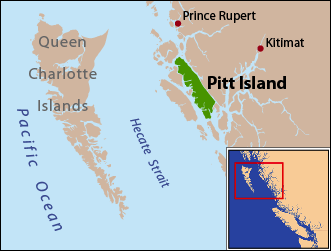

皮特島是加拿大的島嶼，位於赫卡特海峽，由卑斯省負責管轄，長90公里、寬23公里，面積1,368平方公里，最高點海拔高度962米，主要經濟活動有採礦業和木材業。
53°30′00″N 129°47′00″W / 53.50000°N 129.78333°W